# 夢一夜
「夢一夜」（ゆめひとよ）は、南こうせつが1978年10月にリリースした4枚目のシングルである。

## 解説
かぐや姫解散から3年経ち、南こうせつがシングルヒットに恵まれない中、クラウンレコードのディレクター田中迪は、次のシングルの構想を練っていた。ヒットを得るためのきっかけとしてタイアップを探す中、資生堂秋のキャンペーン・テーマを取った。こうせつは詞に触発されて曲を作るタイプであったが、長年コンビを組んでいた喜多条忠は当時良い詞が書けなくなっており、当時光っていた阿木燿子を作詞に迎えた。
そうした中、「夢一夜」は、ベートーヴェンのピアノソナタ第17番『テンペスト』から着想を得て作られた。ある日、こうせつの妻育代が、その第3楽章をピアノで弾いていたのを聴きながら、こうせつは「なんて素晴らしいメロディなんだ」と感動した。田中は、こうせつとの鹿児島行きの汽車の中で、こうせつから『テンペスト』を歌わせてくれと頼まれたという。
本曲は資生堂の「78年冬のキャンペーンソング」に起用され、CMモデルは小林麻美が務めた。
本曲は同年11月発売のアルバム『こんな静かな夜』にも収録された。一方、アレンジの異なる「夢一夜」CMバージョンが存在し、これはベストアルバム『夢一夜～ONアソシエイツ CM WORKS プロデューサーズ・チョイス II』に収録されている。

## 収録曲
両曲とも、作曲：南こうせつ
A面
1. 夢一夜
  - 作詞:阿木燿子／編曲:石川鷹彦

B面
1. 君といっしょなら
  - 作詞:岡本おさみ／編曲:水谷公生

## 楽曲の収録アルバム
| 曲名   | アルバム           | 発売日         | 備考              |
| ------ | ------------------ | -------------- | ----------------- |
| 夢一夜 | 『こんな静かな夜』 | 1978年11月25日 | オリコン最高位1位 |

## カバーした歌手
- 石川さゆり（1979年） - スタジオアルバム『春一輪』に収録。
- 柏原芳恵（2007年） - カバーアルバム『encore』に収録。
- 浅田あつこ（2009年） - シングル『鯨の浜唄』にカップリングとして収録。
- 坂本冬美（2014年） - カバーアルバム『Love Songs V 〜心もよう〜』に収録。